# Nord-sud.com
Nord-sud.com es una película del año 2007.

## Sinopsis
Internet ha revolucionado las relaciones entre las personas y los continentes. En Camerún es un fenómeno espectacular: se ha convertido en una especie de El Dorado para las jóvenes camerunesas que sueñan con ayudar a sus familias gracias a un marido blanco. Josy, Sylvie y Mireille probaron suerte en los incontables cibercafés de Yaundé y viven felices con sus “blancos” en Valonia, Flandes y los Pirineos. Otras, como Natalie, no tuvieron suerte, y debieron regresar a su país después de una triste experiencia...

## Premios
- Festival International du Film Indépendant (Bruselas, 2008)